# فرودگاه شهری هانتینگتن (یوتا)
فرودگاه شهری هانتینگتن (یوتا) (به انگلیسی: Huntington Municipal Airport (Utah)) یک فرودگاه همگانی بهره‌برداری هوایی است که یک باند فرود آسفالت دارد و طول باند آن ۱۲۳۴ متر است. این فرودگاه در شهر هانتینگتون، یوتا کشور ایالات متحده آمریکا قرار دارد و در ارتفاع ۱۸۰۳ متری از سطح دریا واقع شده‌است.